# Smržov (okres Jindřichův Hradec)
Obec Smržov (německy Smerschow) se nachází v okrese Jindřichův Hradec v Jihočeském kraji. Žije zde 113 obyvatel.

## Historie
První písemná zmínka o obci pochází z roku 1367.

## Galerie

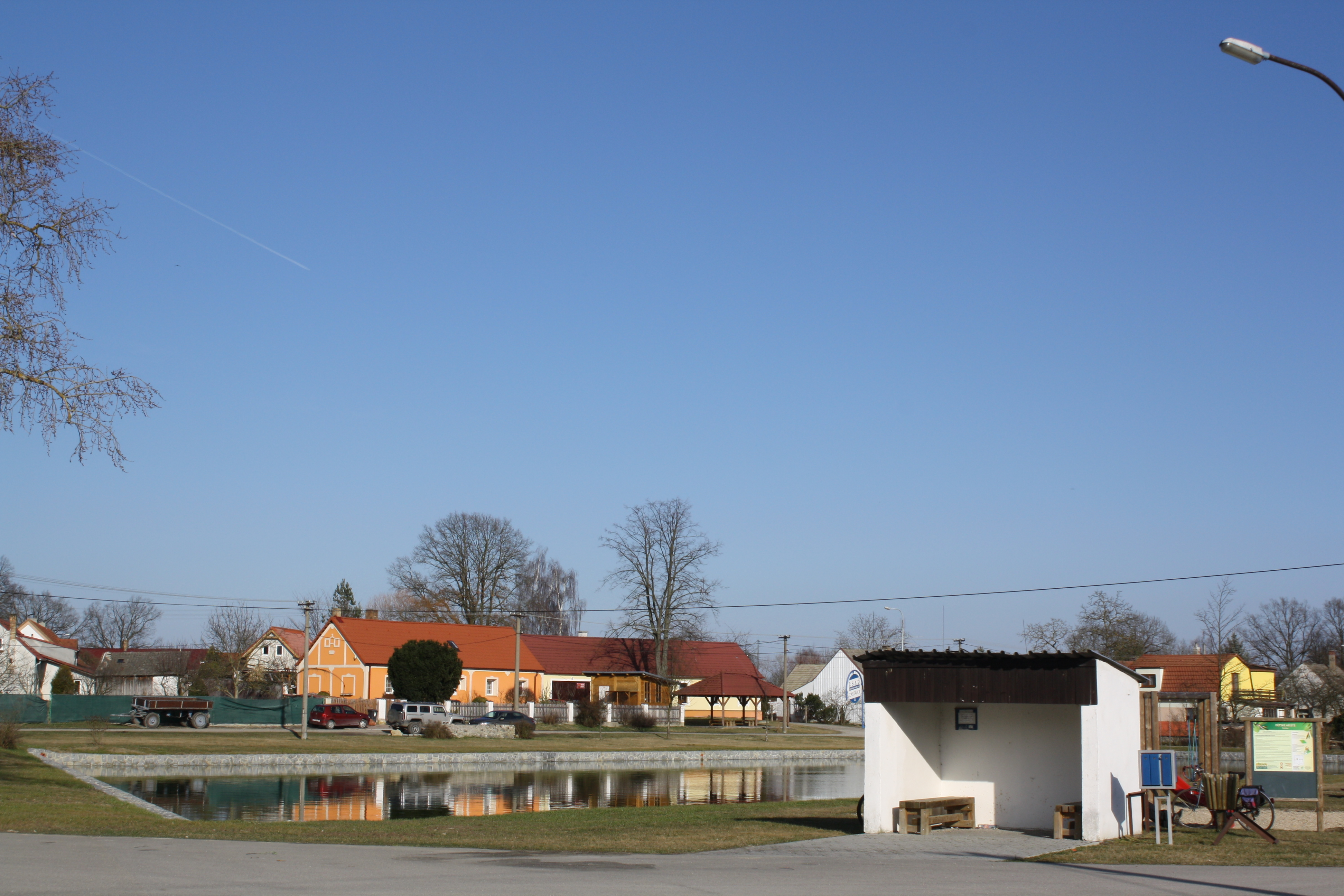
Náves s rybníkem
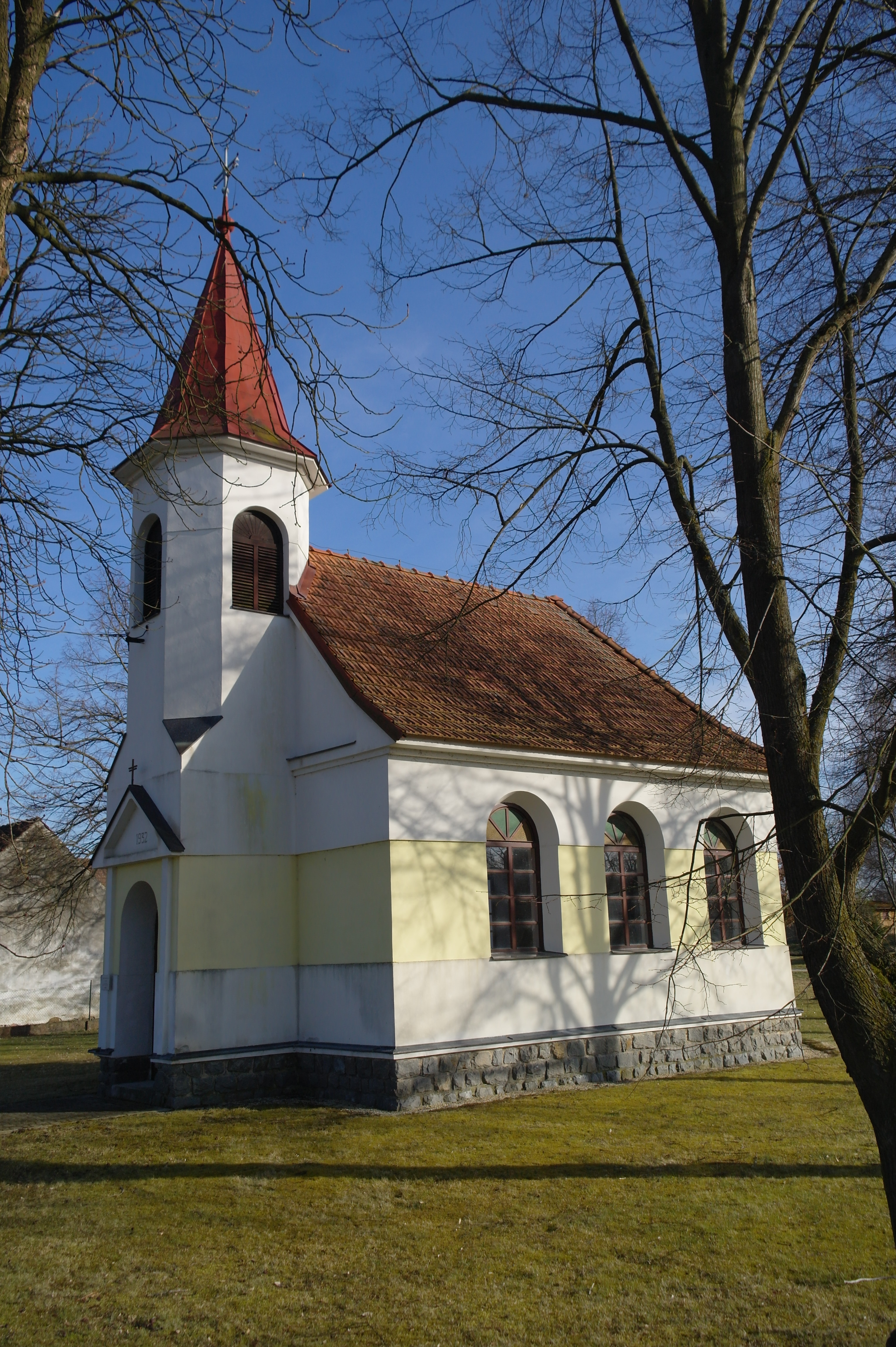
Kaple Nejsvětějšího Srdce Páně
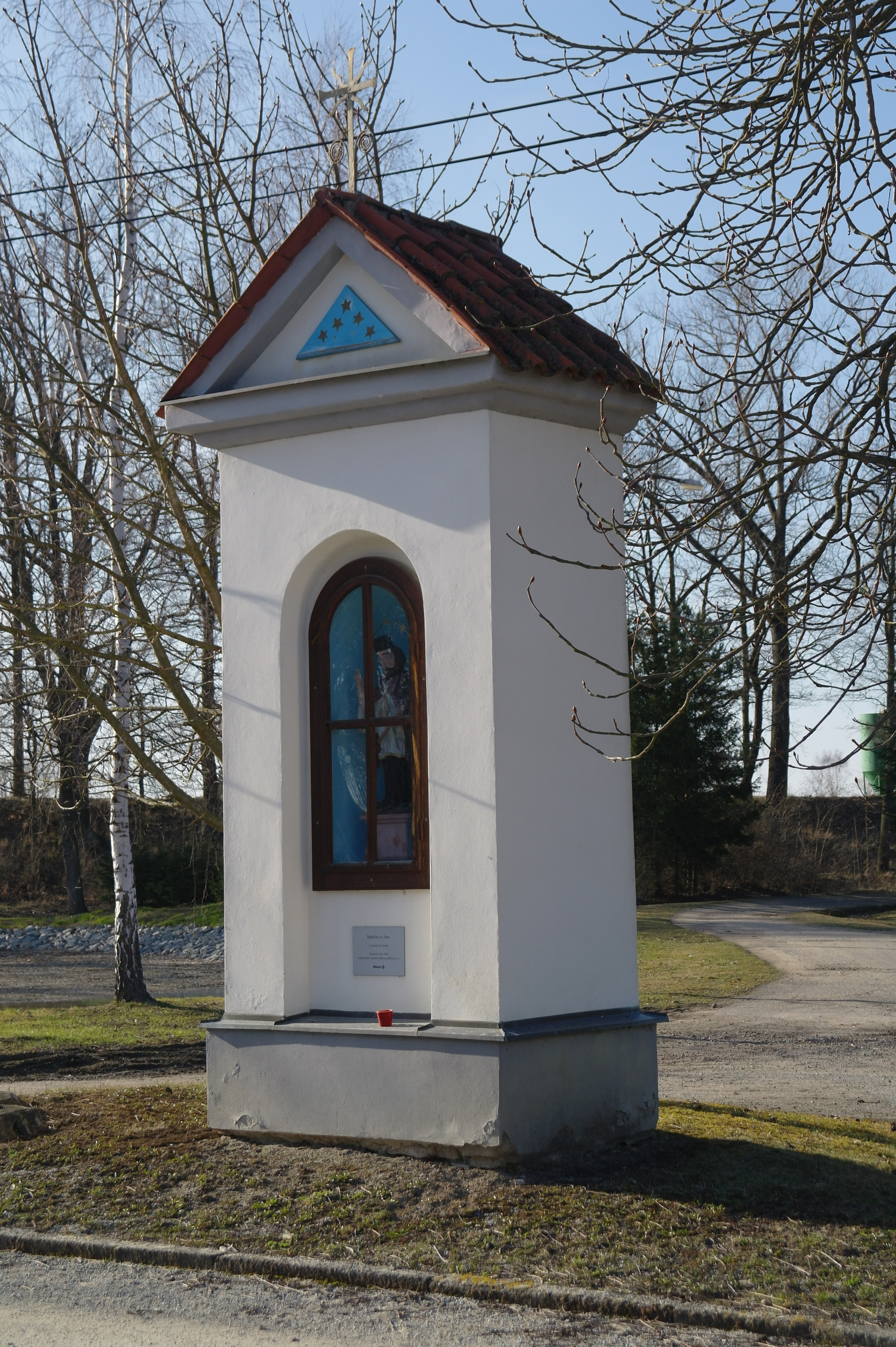
Kaplička sv. Jána
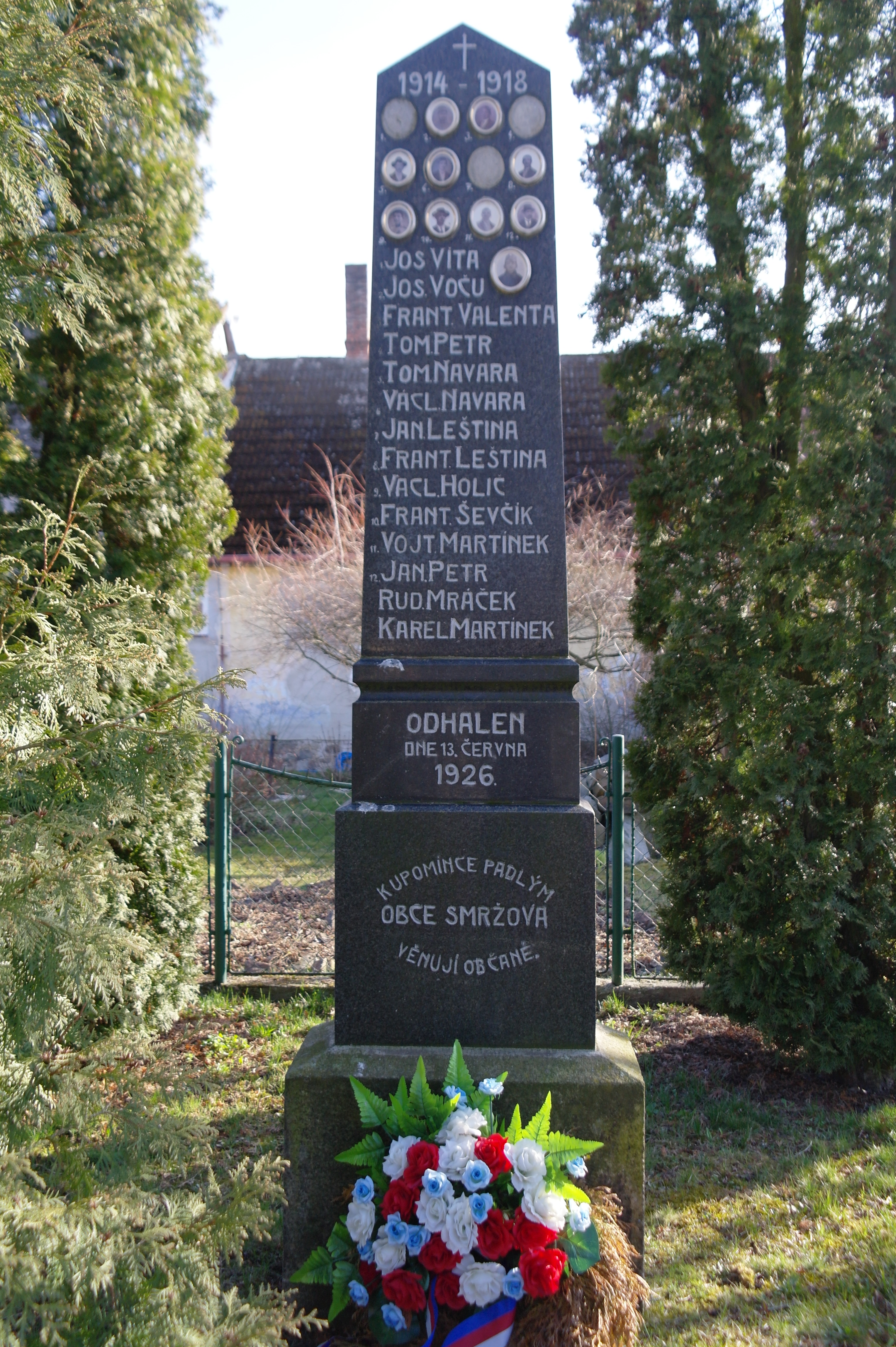
Pomník padlým vojákům
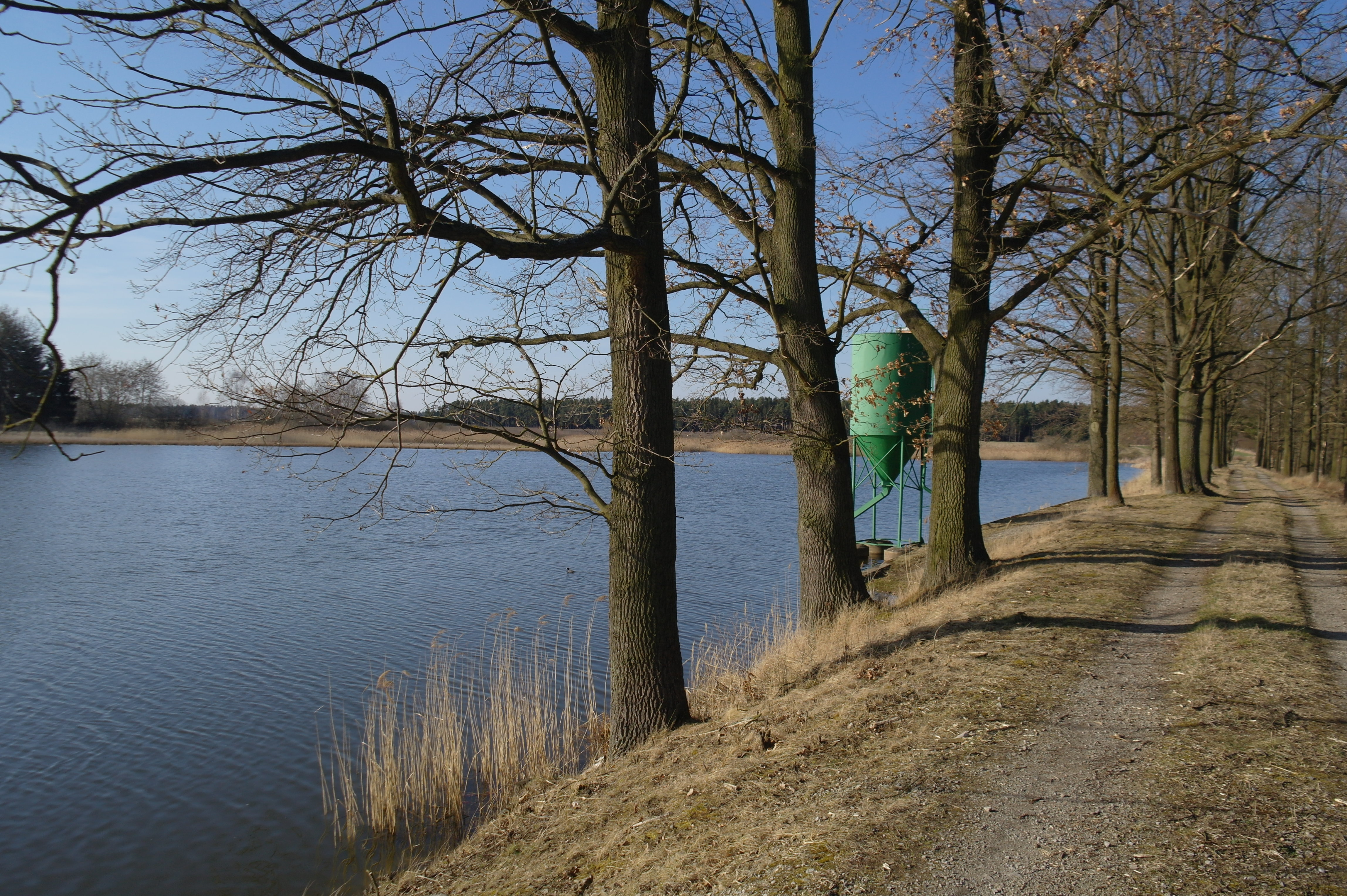
Rybník Vydýmač
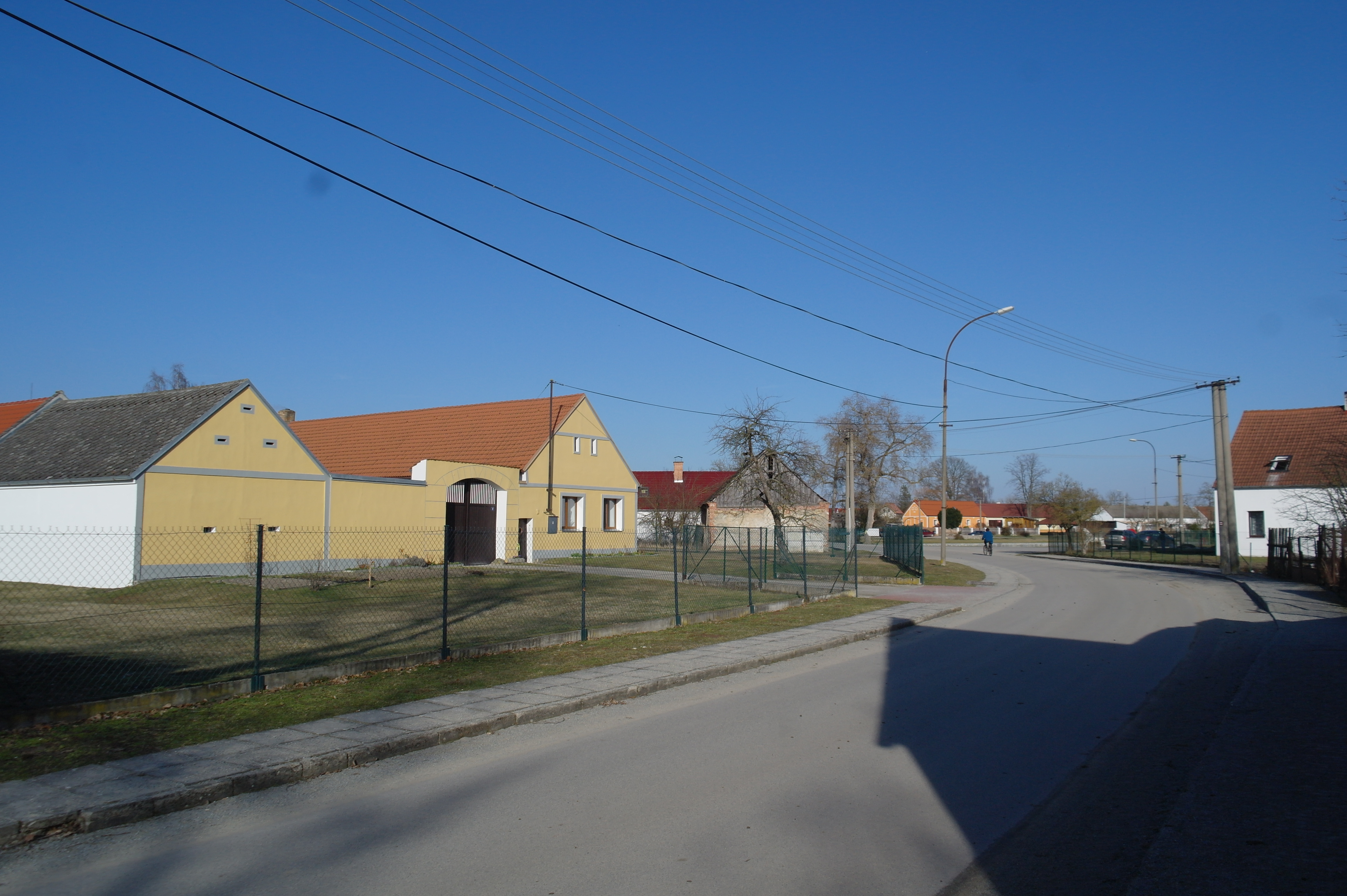
Domy v západní části obce